# هومر مارتین ادکینز
هومر مارتین ادکینز (Homer Martin Adkins) (زادهٔ ۱۵ اکتبر ۱۸۹۰ – درگذشتهٔ ۲۶ فوریه ۱۹۵۴)، تاجر و سیاستمدار دموکرات بود که به عنوان سی و دومین فرماندار ایالت آرکانزاس خدمت کرد. از ادکینز به عنوان سیاستمداری کاردان و مردمی، حامی سرسخت حقوق و اختیارات ایالات و محافظه‌کار اجتماعی یاد می‌شود که در دوره‌ای که آرکانزاس از چندین روند اقتصادی و اجتماعی همگانی فاصله گرفته بود، به عنوان فرماندار خدمت می‌کرد. کابینهٔ ادکینز در دوران پسا-نیو دیلبا نفوذ فدرال در آرکانزاس به مقابله پرداخت. این کابینه در حالی که در تصویب‌نامه‌های ایالتی و دیوان عالی در رابطه با حقوق مدنی استقرار مجدد آمریکایی‌های ژاپنی‌تبار مقابله می‌کرد، توانست با موفقیت در دوران جنگ جهانی دوم، حمایت فدرال در سرمایه‌گذاری تولیدات را جلب کند.
کابینهٔ ادکینز از چندین جهت پیشگام به روی کار آمدن فرمانداران حامی جداسازی نژادی در آرکانزاس و در سراسر جنوب بود که معروف‌ترین آنها جورج والاس فرماندار آلاباما بود. عضو سابق گروه کو کلاکس کلان با دستاوردهای حقوق مدنی کسب‌شده از سوی آفریقایی-آمریکایی‌ها پس از جنگ جهانی دوم به مقابله پرداخت و به دنبال سازماندهی کنوانسیون قانون اساسی برای بازگرداندن انتخابات مقدماتی سفیدپوستان پس از حکم دادگاه عالی در رابطه با پروندهٔ اسمیت علیه آل‌رایت بود. ادکینز که از سوی مخالفان به تمسخر «هومر مقدس» نامیده می‌شد، محافظه‌کاری اجتماعی قاطعانه‌اش، مخالفت شدید میانه‌روها و سیاستمداران ترقی‌خواه مانند فرماندار سابق و رقیبش کارل ای بیلی، و همچنین ذی‌نفعان حامی قمار در شهر توریستی هات اسپرینگز را به همراه داشت. ادکینز پس از ترک خدمت، همچنین در امور سیاسی ایالتی شخصی قدرتمند و تأثیرگذار بود و به فرمانداران آتی، سید مکمث و اوروال فاوبس کمک کرد.

## اوایل زندگی و تحصیلات
ادکینز در نزدیکی جکسونویل در شهرستان پولاسکی چشم به جهان گشود. والدینش یولسیس و لورنا (با نام دوشیزگی وود) ادکینز بودند. او در سال ۱۹۰۷ از دبیرستان لیتل راک و در سال ۱۹۰۹ از کالج بازرگانی دراگون فارغ‌التحصیل شد. ادکینز در سال ۱۹۱۰، کار خود را در شرکت دارویی اسنودگراس و بریسی آغاز کرد و در سال ۱۹۱۱ از کالج داروسازی لیتل راک به عنوان داروساز دارای پروانه فارغ‌التحصیل شد. هیئت داروسازی ایالت آرکانزاس، شش ماه پیش از تولد ۲۱ سالگی ادکینز، به او مجوز ویژه‌ای برای حرفهٔ داروسازی داد.

## اوایل حرفه
ادکینز در سال ۱۹۱۵ تحصیل در رشتهٔ حقوق را آغاز، اما در زمان جنگ جهانی اول در ارتش ایالات متحده نام‌نویسی کرد. او در رستهٔ پزشکی، از درجهٔ سربازی به درجهٔ سروانی رسید. ادکینز در سال ۱۹۱۶، دبیر باشگاه دمکراتیک مردان جوان شد. ادکینز در مقر کمپ بیورگارد، با همسرش استل اسمیت آشنا شد و در ۲۱ دسامبر ۱۹۲۱، با یکدیگر ازدواج کردند. اسمیت عضو پرستاران صلیب سرخ ارتش ایالات متحده بود و هر دو بعدها به عنوان نیروی برون مرزی آمریکا در فرانسه مستقر شدند.
ادکینز پس از بازگشت از فرانسه، در نوامبر ۱۹۲۲، خواستار مقام بخشدار شهرستان پولاسکی شد. در آن زمان، سمت بخشدار و مأمور مالیات با یکدیگر ادغام شدند. حزب دموکرات در دوران اتحادیهٔ جنوب، تقریباً تمام مقام و منصب‌های حوزهٔ جنوبی از جمله آرکانزاس را تحت کنترل خود داشت. پیروزی در انتخابات مقدماتی دموکرات‌ها برابر با انتخابات در نظر گرفته می‌شد، زیرا چندین جناح مختلف حزب، گهگاه از جمله گروه کوکلاکس کلان، در انتخابات مقدماتی همگانی با یکدیگر به رقابت می‌پرداختند.

### بخشدار شهرستان پولاسکی
ادکینز با حمایت گروه کوکلاکس کلان، یک دورهٔ دو ساله را از اوایل ژانویه ۱۹۲۶ به دست آورد و در نوامبر ۱۹۲۴ مجدداً انتخاب شد، اما در انتخابات نوامبر ۱۹۲۶ برنده نشد. ادکینز در زمان حضورش در ساختمان بخشداری شهرستان پولاسکی، با کارل ای بیلی، معاون دادستان حوزهٔ قضایی ششم درگیر شد، و دشمنی و عداوتی را برانگیخت که برای چندین دهه بر سیاست آرکانزاس تأثیر گذاشت. ادکینز در سال ۱۹۲۷، فعالیت در بخش خصوصی را از سر گرفت و تا سال ۱۹۳۳، در شرکت بیمهٔ آتش‌سوزی ادکینز-ویلیامز مشغول به کار شد. او همچنین عضو فعال حزب دموکرات بود و از سال ۱۹۲۹ تا ۱۹۳۳ در شورای شهر لیتل راک خدمت کرد.

### مأمور وصول درآمد درون مرزی
ادکینز در انتخابات ۱۹۳۲، در کمپین انتخاباتی فرانکلین دی روزولت فعالیت داشت. بنابر سیستم پشتیبانی سیاسی موجود در آن زمان، سناتور جوزف تی رابینسون، مسئول پاداش‌دهی به حامیان با مناصب ایالتی در آرکانزاس بود. به گزارش دیگران، ادکینز به دنبال پستی در دفتر مارشال ایالات متحده در لیتل راک بود. در عوض، او در ژوئیه ۱۹۳۳ به عنوان مأمور وصول مالیات درون مرزی در آرکانزاس منصوب شد که مسئول آموزش مالیات‌دهندگان دربارهٔ قوانین جدید مالیات‌ها و عوارض در سطح ملی، و همچنین مسئول وصول و اعمال مجازات برای مالیات‌های پرداخت نشده بود.
از آنجاییکه در ۱۰۰ روز اول ریاست جمهوری فرانکلین دی روزولت، نهادهای اجرایی و سیاسی چندین برابر شدند، شرکت‌ها و اشخاص حقیقی برای پشت سر گذاشتن این نظام حکومتی فدرال در حال رشد، به رهنمودهای بیشتری نیاز داشتند. در سال ۱۹۳۴، ادکینز به مناطق کشاورزی ایالت سفر کرد و دربارهٔ اقدامات جدیدی که بر کارخانه‌های پنبه‌پاک‌کنی تأثیر می‌گذاشت، به مذاکره پرداخت. او با گروه‌های شهری و محلی مانند انجمن لاینز، انجمن روتری و گروه‌های تجاری دربارهٔ تغییر ساختار مالیاتی فدرال به گفتگو پرداخت و جلساتی را با مردم و مقامات محلی برگزار کرد. اجرای اولین مالیات بر حقوق، طبق قانون مشارکت‌های بیمهٔ فدرال (FICA) به منظور تأمین مالی مفاد قانون تأمین اجتماعی، چالش‌هایی را برای کارفرمایان در آرکانزاس و در سراسر کشور به وجود آورد. سال‌های نخستین همراه با میزان زیادی تخلف و قصور در پرداخت و رهنمودهایی از سوی ادکینز و کارکنان بود. سفرها و جلساتی که ادکینز با مقام خود در سازمان مالیات، در سراسر ایالت انجام داد، این امکان را برای او فراهم کرد که پایگاه حمایتی مستحکمی در سراسر ایالت ایجاد کند.

## فرماندار
ادکینز در انتخابات همگانی سال ۱۹۴۰، هارلی سی استامپ، جمهوری‌خواه، شهردار استوتگارت و رهبر اتحادیهٔ شهری آرکانزاس را با ۹۱٫۸ به ۸٫۲ درصد شکست داد. در آن انتخابات استامپ ادعا کرد که کارکنان پروژهٔ مدیریت پیشرفت کار که از سوی فرانکلین دی روزولت مطرح شده بود، کمتر از حق خود دستمزد می‌گیرند. ادکینز در دورهٔ دوم در انتخابات همگانی ۱۹۴۲، بدون رقیب بود.
ادکینز عضو گروه کوکلاکس کلان بود که حمایت آنها از او در کسب اولین پیروزی سیاسی ادکینز نقشی مهم داشت و دیدگاه‌های نژادپرستانهٔ این گروه، مشخصهٔ حرفهٔ سیاسی ادکینز بود.
ادکینز خواستار این بود که بر اساس پیشینه‌اش به عنوان معلم مدرسهٔ یکشنبه‌ها و کارمند کلیسای متدیست برای خود حامی و رأی‌دهنده جمع کند. مخالفانش اغلب او را «هومر مقدس» می‌نامیدند. برنامه‌های انتخاباتی او شامل اصلاحات و نابودی قاچاق مشروبات الکلی بود.
ادکینز در اولین دورهٔ انتصاب خود در سال ۱۹۴۱، مدرک دکترای افتخاری حقوق را از دانشگاه جان براون و دانشگاه باب جونز دریافت کرد. این دو دانشگاه، غیردولتی و وابسته به فرقهٔ مسیحیت هستند که به خاطر موضع فرهنگی و مذهبی محافظه‌کارانه شهرت دارند.
کابینهٔ ادکینز بر مضاعف شدن اندوخته در خزانه‌داری ایالت نظارت داشت. فعالیت کابینهٔ او مرتبط با تأمین مالی و ساخت و ساز بزرگراه، برق‌رسانی، و بیمهٔ بیکاری کارگران بود.
ادکینز در دورهٔ دوم انتصاب خود، لایحه‌ای را امضا کرد که مانع از مالکیت زمین از سوی افراد ژاپنی‌تبار در آرکانزاس می‌شد. او که به دنبال چالشی جدید بود، در انتخابات مجلس سنای ایالات متحده در سال ۱۹۴۴ شکست خورد. او در برابر سناتور هتی کاراوی و نمایندهٔ تازه‌وارد ایالات متحده جی ویلیام فولبرایت از فیتویل قرار گرفت. خانم کاراوی سوم و پس از آن، فولبرایت در دور دوم انتخابات دموکرات‌ها در برابر ادکینز پیروز شد. سپس فولبرایت، رقیب خود از حزب جمهوری‌خواه، ویکتور وید از بیتسویل را با ۸۵٫۱ به ۱۴٫۹ درصد شکست داد و کرسی سنا را به دست آورد.
در سال ۱۹۴۸، ادکینز مدیر بخش سلامت اشتغال آرکانزاس شد که این اداره، مسئول بیمهٔ بیکاری بود.
در سال ۱۹۵۶، او یک شرکت روابط عمومی را در لیتل راک تأسیس کرد.

## وفات و میراث
ادکینز در سال ۱۹۶۴ در مالورن، ایالت آرکانزاس درگذشت. او در قبرستان پارک یادمان روزلون در لیتل راک به خاک سپرده شد.